# Hank Ballard
Hank Ballard, nome d'arte di John Henry Kendricks (Bessemer, 18 novembre 1927 – Los Angeles, 2 marzo 2003), è stato un cantautore statunitense di rhythm and blues. Dal 1990 il suo nome è iscritto nella Rock and Roll Hall of Fame.

## Biografia
Ballard è stato bandleader del gruppo musicale Hank Ballard and The Midnighters ed uno dei proto-rocker dei primi anni cinquanta, ricoprendo un ruolo importante nello sviluppo della musica rock and roll.
Con il suo gruppo incise diversi singoli di successo quali Work With Me, Annie, Annie Had a Baby e Annie's Aunt Fannie. Compose ed incise inoltre il brano The Twist, con cui nacque il ballo del twist, poi portato al successo nella versione di Chubby Checker.
Star del Chicago Blues festival, visse in funzione del rock and roll. Usava dire:

### Primi anni
Nativo di Bessemer, ma cresciuto a Detroit, Ballard iniziò a cantare nel coro di una chiesa, anche se il genere che preferiva era quello del cantante-cow boy Gene Autry, di cui amava in particolare la canzone Back In The Saddle Again. Va ricordato che negli anni quaranta la musica che veniva trasmessa principalmente per radio era quella country and western, mentre il rhythm and blues era considerato ancora un genere di nicchia riservato a un'utenza di colore. Questo è il motivo essenziale per cui Ballard fu influenzato inizialmente dalla musica country
Nel 1951, Ballard formò un gruppo musicale doo-wop con il quale si fece notare dall'allora già affermato bandleader Johnny Otis che lo fece scritturare come cantante di un gruppo chiamato The Royals, comprendente Henry Booth, Charles Sutton, Sonny Woods e Alonzo Tucker. Quando Ballard si unì a loro, i Royals erano già sotto contratto con la Federal Records di Cincinnati .

## Discografia
Singles
- 1953 Get It (as The Royals)     R&B #6
- 1954 Work With Me Annie         R&B #1(7)
- 1954 Sexy Ways                  R&B #2(1)
- 1954 Annie Had A Baby           R&B #1(2)
- 1954 She's The One              R&B #12
- 1954 Annie's Aunt Fannie        R&B #10
- 1954 Stingy Little Thing        R&B #10
- 1955 Ring-A-Ting-A-Ling         R&B #15
- 1955 Switchie, Witchie, Titchie R&B #12
- 1955 Henry's Got Flat Feet      R&B #11
- 1955 It's Love Baby             R&B #10
- 1956 Tore Up Over You           R&B #18
- 1959 Teardrops On Your Letter   R&B #4
- 1959 The Twist                  R&B #16
- 1959 Kansas City                R&B #16
- 1959 Sugaree                    R&B #17
- 1960 Coffee Grind               R&B #16
- 1960  Finger Poppin' Time       R&B 1(1)
- 1960 The Twist (re-issued)      R&B #2(3)
- 1960 Let's Go Let's Go Let's Go R&B #1(3)
- 1961 Hoochi Coochi Coo          R&B #2(2)
- 1961 Let's Go Again             R&B #17
- 1961 The Continental Walk       R&B #7
- 1961 The Float                  R&B #10
- 1961 Switch-A-Roo               R&B #3
- 1961 Nothing But Good           R&B #9

Albums
- 1954 - The Midnighters Sing Their Hits (Federal Records, 295-90) ripubblicato nel 1957 e '58 con il titolo Their Greatest Hits (Federal Records, 541)
- 1958 - The Midnighters, Volume Two (Federal Records, 581) ripubblicato nel 1963 dalla King Records (581) con lo stesso titolo
- 1959 - Singin' and Swingin' (King Records, 618) pubblicato nel 1960 anche con il titolo Singin' and Swingin': The Twist, The Twist, The Twist (King Records, 618)
- 1960 - Their Greatest Juke Box Hits (King Records, 541) riedizione di Their Greatest Hits della Federal Records (541)
- 1960 - The One and Only Hank Ballard and his Midnighters (King Records, 674)
- 1960 - Mr. Rhythm and Blues (Finger Poppin' Time) (King Records, 700/700)
- 1961 - Spotlight on Hank Ballard (King Records, 740)
- 1961 - Let's Go Again (King Records, 748)
- 1962 - Dance Along (King Records, 759)
- 1962 - The Twistin' Fools (King Records, 781)
- 1962 - The Jumpin' Hank Ballard (King Records, 793)
- 1963 - The 1963 Sound of Hank Ballard (King Records, 815)
- 1963 - Hank Ballard's Biggest Hits (King Records, 867/867)
- 1964 - A Star in Your Eyes (King Records, 896) a nome Hank Ballard
- 1964 - Those Lazy, Lazy Days (King Records, 913)
- 1965 - Glad Songs, Sad Songs, Shout Songs, Sweet Songs, Fast Songs, Slow Songs, New Songs, Blue Songs (King Records, 927)
- 1966 - Hank Ballard Wants You to Hear These Songs! - 24 Hit Tunes (King Records, 950)
- 1966 - Hank Ballard Sings 24 Great Songs (King Records, 981)
- 1969 - You Can't Keep a Good Man Down (King Records, KSD 1025) a nome Hank Ballard
- 1976 - Hanging with Hank (Stang Records, St-1031) a nome Hank Ballard
- 1987 - Live at the Palais (Charly R&B Records, CDX 16)
- 1993 - Naked in the Rain (Charly Records, AFT-4137-CD)
- 1998 - From Love to Tears (Pool Party Records, PPR 9991)